# Рага (буддизм)
Рага (IAST: rāga; пали rāga; тиб. dod chags)  — в буддийской концепции одна из форм поражения характера, относящаяся к любому проявлению «жадности, чувственности, похоти, желания» или «привязанности к чувственному объекту». Один из трёх ядов, свойственный существам с рождения. Рага представлена в буддийских произведениях искусства (бхавачакра) в виде птицы или петуха. В Абхидхарме махаяны это одна из шести корневых клеш. В Абхидхарме тхеравады — один из четырнадцати "неблаготворных умственных факторов".  
В буддийской мифологии это одна из трёх дочерей Мары, пытавшихся соблазнить Будду в ночь Просветления.

## Определения
Рага буквально означает на санскрите «цвет» или «оттенок», но в буддийских текстах встречается этим термином обозначен порок, личная нечистота, негативная эмоциональная окрашенность психики или фундаментальный недостаток характера. Как философское понятие, он относится к «жадности, чувственности, желанию» или «привязанности к чувственному объекту». К раге относят любую форму желания, в том числе сексуальное желание и чувственную страсть, а также привязанность к чувственным объектам, возбуждение от них и удовольствие, получаемое от них. Некоторые ученые переводят этот термин как «жажда». Рага — один из трёх ядов или недугов, также называемых «тройным огнем» в буддийском Палийском каноне, который мешает существу достичь ниббаны. Чтобы достичь ниббаны необходимо погасить всю рагу (жадность, похоть, желание, привязанность).
Абхидхарма-самуччая утверждает:
Что такое страстное желание (рага)? Это привязанность к трем сферам существования. Его функция состоит в том, чтобы порождать страдание.
Считается, что рага возникает из отождествления себя как отдельного от всего остального. Это неправильное восприятие или непонимание называется авидья (невежество).